# NGC 7069
NGC 7069 (również PGC 66807 lub UGC 11747) – galaktyka eliptyczna (E-S0), znajdująca się w gwiazdozbiorze Wodnika. Odkrył ją Albert Marth 12 października 1863 roku. Jest to galaktyka z aktywnym jądrem typu LINER.